# Leskaŭka
Leskaŭka (belarusiska: Лескаўка) är en by i Belarus. Den ligger i voblasten Minsks voblast, i den centrala delen av landet, 15 km nordost om huvudstaden Minsk. Leskaŭka ligger 250 meter över havet och antalet invånare är 1 400.

## Natur och klimat
Terrängen runt Leskaŭka är platt. Runt Leskaŭka är det ganska tätbefolkat, med 120 invånare per kvadratkilometer.. Närmaste större samhälle är Mіnsk, 14,8 km sydväst om Leskaŭka.
I omgivningarna runt Leskaŭka växer i huvudsak blandskog.